# Robertsdale (Alabama)
Robertsdale ist eine US-amerikanische Stadt im Baldwin County in Alabama.
Bei der Volkszählung 2020 hatte Robertsdale eine Einwohnerzahl von 6708.

## Demografie
Bei der Volkszählung der USA im Jahr 2000 hatte Robertsdale 3782 Einwohner, 1444 Haushalte und 1054 Familien. 94,26 % der Bevölkerung waren Weiße und 3,31 % Afro-Amerikaner. 28,1 % der Bevölkerung war unter 18 Jahre alt, 13,5 % waren älter als 65 Jahre. Das Durchschnittsalter betrug 34 Jahre. Das Durchschnittseinkommen lag bei 16.510 US-Dollar. Unter der Armutsgrenze lagen 11,2 % der Bürger.

## Schulen
In Robertsdale gibt es neun schulische Einrichtungen, sechs öffentliche und drei privat betriebene.

### Elementary Schools
- Rosinton Elementary School (öffentlich)
- Robertsdale Elementary School (öffentlich)
- Elsanor Elementary School (öffentlich)
- St. Patrick Catholic School (privat)

### Elementary und Middle Schools
- Central Christian School (privat)
- Faith Presbyterian Christian School (privat)

### Middle Schools
- Central Baldwin Middle School (öffentlich)

### High Schools
- South Baldwin Center for Technology (öffentlich)
- Robertsdale High School (öffentlich)